# أغنية أيام أفضل (ون ريبوبليك)
" أيام أفضل" هي أغنية للفرقة الأمريكية OneRepublic ، مأخوذة من ألبومهم الخامس Human .  تم إصدارها بتاريخ 25 مارس 2020 . باعتبارها الأغنية المنفردة الرابعة من هذا الألبوم من خلال Interscope Records . تم كتابتها من قبل: (المغني الرئيسي ريان تيدر، عازف الجيتار برينت كوتزل ،وجون ناثانيال وتايلر سبري). كانت الأغنية مستوحاة من جائحة كوفيد-19 .

## خلفية الأغنية
الأغنية مستوحاة من جائحة كوفيد-19 التي قَلبت حياة الناس رأسًا على عقب في جميع أنحاء العالم . حيث كانوا يعملون على الأغنية قبل تفشي فيروس كورونا . بعد العودة إلى الوطن في أمريكا في منتصف مارس 2020. بعد جولتهم الأوروبية، أصبح من الواضح أن اللحن بحاجة إلى إكماله. لقد تحولت رسالته عن " أيام أفضل" في المستقبل إلى حقيقة مع انتشار فيروس كورونا في جميع أنحاء الكوكب. تم عزل الفرقة لمدة أسبوعين بعد تعرضهم لشخص مصاب بفيروس كورونا، لذلك أنهى تيدر اللحن و أصدره أثناء عزل نفسه.
وفقًا لقول المغني ريان تيدر، الذي قال: "كنا في الأسبوع الأخير من الموعد النهائي لألبومنا الخامس عندما أَعلنت منظمة الصحة العالمية عن جائحة عالمية. عدد قليل منا تعرض دون قصد لشخص مصاب بكوفيد-19 في لندن وانتهى بنا الأمر في الحجر الصحي في لوس أنجلوس في الاستوديو الخاص بي لمدة أسبوعين. مع بقاء أغنيتين فقط لإنهائهما، إحداهما كانت "أيام أفضل". نكتب عن تجارب وأحداث حقيقية تحدث لنا - هذا ما يحدث عندما تكتب أغنية أثناء الأزمة." 

## الفيديو الموسيقي
تم إصدار فيديو موسيقي مصاحب لإصدار "Better Days" لأول مرة على YouTube في 13 أبريل 2020. إنه يصور الحياة أثناء الوباء، مثل الأشخاص الذين يبقون في المنزل ويرتدون أقنعة الوجه . و وجهت نداءً إلى معجبيها في جميع أنحاء العالم لمشاركة صور و التواصل التي تساعدهم على تجاوز أزمة فيروس كورونا. و جمعت الفرقة صور معًا للفيديو الذي يظهر الأمل و الحب أثناء الإغلاق العالمي.

## الموظفين
الاعتمادات مقتبسة من Tidal .
- برنت كوتزل - منتج وملحن وكاتب كلمات
- جون ناثانيال - منتج، ملحن، كاتب كلمات، مهندس الصوت، موظفو الاستوديو
- ريان تيدر – منتج وملحن وكاتب كلمات
- تايلر سبري – منتج، منتج مشارك

## الرسم البياني
| إيطاليا (FIMI)Italian version |
| ----------------------------- |

| أغاني نيوزيلندا الساخنة(RMNZ) |
| ----------------------------- |

| سان مارينو (SMRRTV Top 50)Italian version |
| ----------------------------------------- |

## الشهادات
| المنطقة         | الشهادة  | الوحدات المصادقة/المبيعات |
| --------------- | -------- | ------------------------- |
| استراليا( ARIA) | ذهب      | 35,000+                   |
| ايطاليا (FIMI)  | البلاتين | 70,000+                   |

*المبيعات+أرقام التدفق على الشهادة وحدها.

## تاريخ الإصدار
| منطقة   | تاريخ        | شكل                 | إصدار                   | ملصق     | Ref.   |
| ------- | ------------ | ------------------- | ----------------------- | -------- | ------ |
| متنوع   | 25 مارس 2020 | تدفق التحميل الرقمي | أصلي                    | إنترسكوب | [ 13 ] |
| متنوع   | 14 مايو 2020 | تدفق التحميل الرقمي | تسجيل مباشر للحجر الصحي | إنترسكوب | [ 11 ] |
| متنوع   | 22 مايو 2020 | تدفق التحميل الرقمي | أفضل الأيام             | إنترسكوب | [ 12 ] |
| متنوع   | 29 مايو 2020 | تدفق التحميل الرقمي | أيام أفضل               | إنترسكوب | [ 14 ] |
| إيطاليا | 29 مايو 2020 | راديو ناجح معاصر    | أيام أفضل               | عالمي    | [ 15 ] |